# Гран-тур
О спортивном соревновании см. статью Гранд-тур (велоспорт).

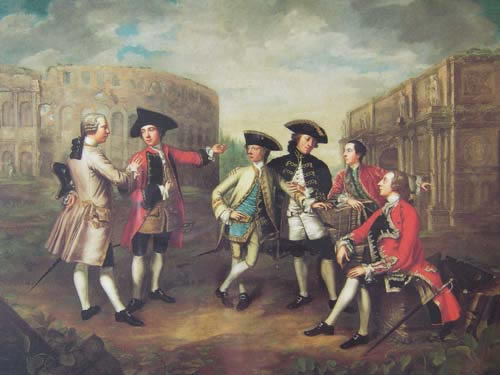
Джеймс Расселл Английские туристы в Риме (ок. 1750 г.)

Гран-тур (фр. Grand Tour — «большое путешествие») — обозначение, принятое со времён Возрождения для обязательных поездок, которые в XVIII—XIX вв. совершали в образовательных целях сыновья европейских аристократов (а позднее — и отпрыски богатых буржуазных семей).
Маршрут этих путешествий, особенно популярных в Англии XVIII века и длившихся иногда по нескольку лет, обычно пролегал через Францию, Центральную Европу, Италию; изредка захватывал также Испанию и Святые места. Мужи более зрелого возраста и дамы выезжали в гран-тур значительно реже. Русские путешественники часто ехали через Германию и Швейцарию в Париж и Лондон, также любимым местом посещения всегда оставалась Италия.
Многие британские джентльмены подробно описали свои впечатления в путевых записках; Л. Стерн спародировал их чрезмерную чувствительность в своём «Сентиментальном путешествии». Имеются и русские аналоги — например, «Письма из Франции» Д. И. Фонвизина, «Письма русского путешественника» Н. М. Карамзина, а также «Письма» и «Заметки» В. П. Боткина о его поездках по Франции, Испании и Италии в 1835 году.

## Общие сведения

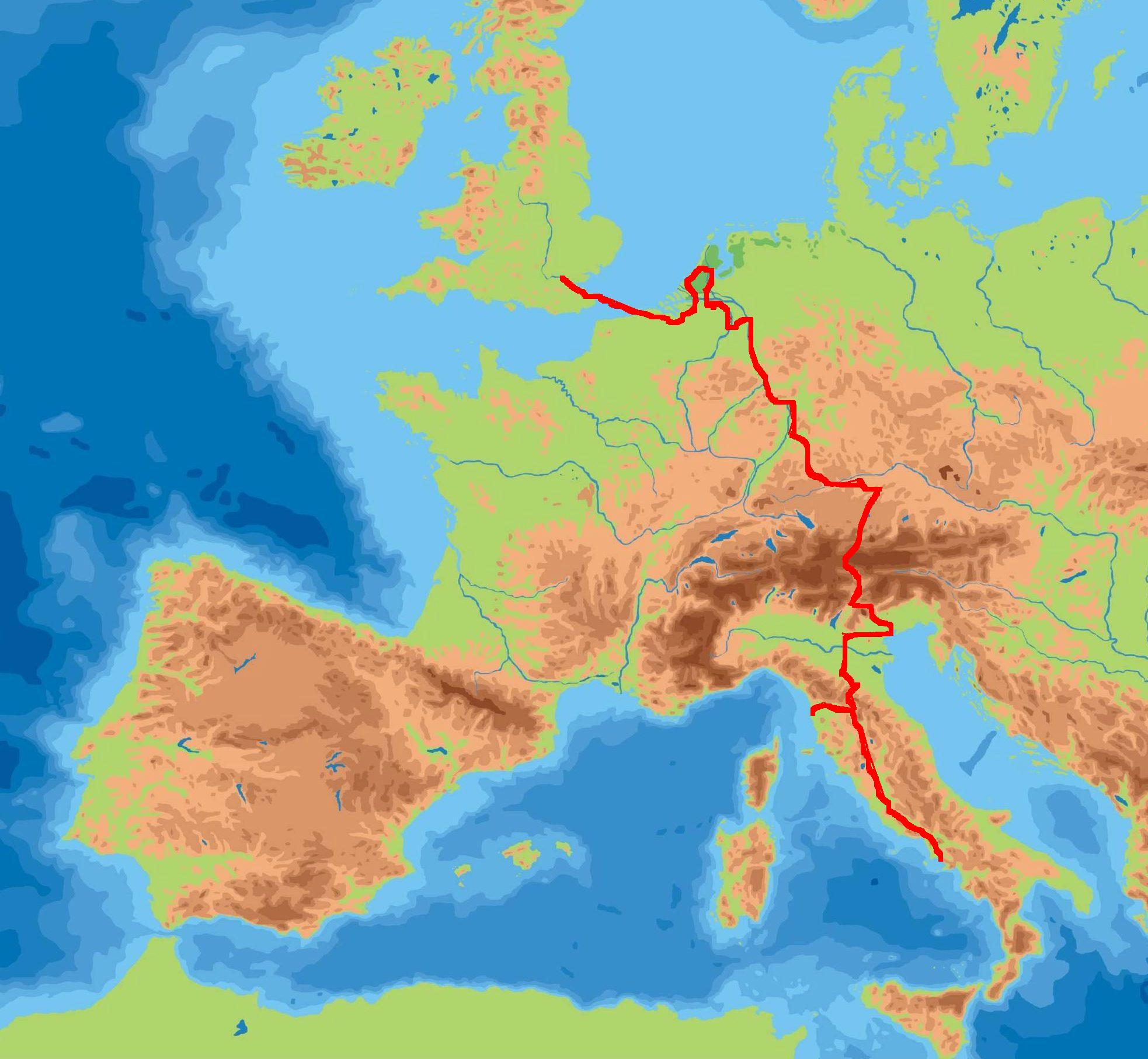
Маршрут гран-тура Уильяма Бекфорда

Гран-тур должен был стать завершающим этапом в образовании и воспитании молодых людей из аристократических семей. Они выбирали для таких поездок посещение особо значимых в культурном отношении европейских столиц и городов, где можно было познакомиться с шедеврами архитектуры, живописи и скульптуры времён Античности, Средневековья и Возрождения. Посещались также особо живописные местности (например — горы и долины Швейцарии, приморские ландшафты Южной Италии и др.). Обязательным было также посещение и представление при иноземных правящих дворах. Это совершалось в целях изучения других культур и обычаев, накопления жизненного опыта и приобретения полезных связей в высшем свете. Немалую роль также играла возможность совершенствования знаний иностранных языков, дипломатии и утончённости светских манер, а также вопросы упрочения социального статуса и престижа. Для молодых дворян также предоставлялась возможность брать уроки фехтования у известных мастеров этого военного искусства из Франции и Италии. Кроме того, не называвшаяся, но существенная причина таких поездок была в возможности приобретения молодыми людьми определённого сексуального опыта вдали от родины, где все про всех и всё знают.
Для путешественников более почтенного возраста существовали и другие причины, кроме расширения кругозора, например — укрепление здоровья на тёплом европейском юге. У аристократии всегда в почете были грязевые и бальнеологические курорты, и многие ежегодно выезжали в Европу «на воды». Ботаник Джон Рей совершил также поездку по Европе в 1630-е годы с целью составления полного перечня растущих на этом континенте растений. Художник Джонатан Ричардсон объездил в начале XVIII века Нидерланды и Италию для составления «полного каталога всех имеющихся картин и скульптур». Часто также в «большое турне» выезжали коллекционеры произведений искусства, считавшие своим долгом привезти на родину произведение какого-нибудь именитого художника, предпочтительно итальянского. Чтобы удовлетворить их спрос, обедневшие итальянские аристократы распродавали фамильные коллекции, а церковники выставляли на продажу произведения знаменитейших художников Возрождения, вывезенные из храмов и монастырей. Именно благодаря гран-турам значительная часть художественного наследия Ренессанса перекочевала из Италии в частные коллекции Великобритании и некоторых других наиболее развитых стран того времени.

## История

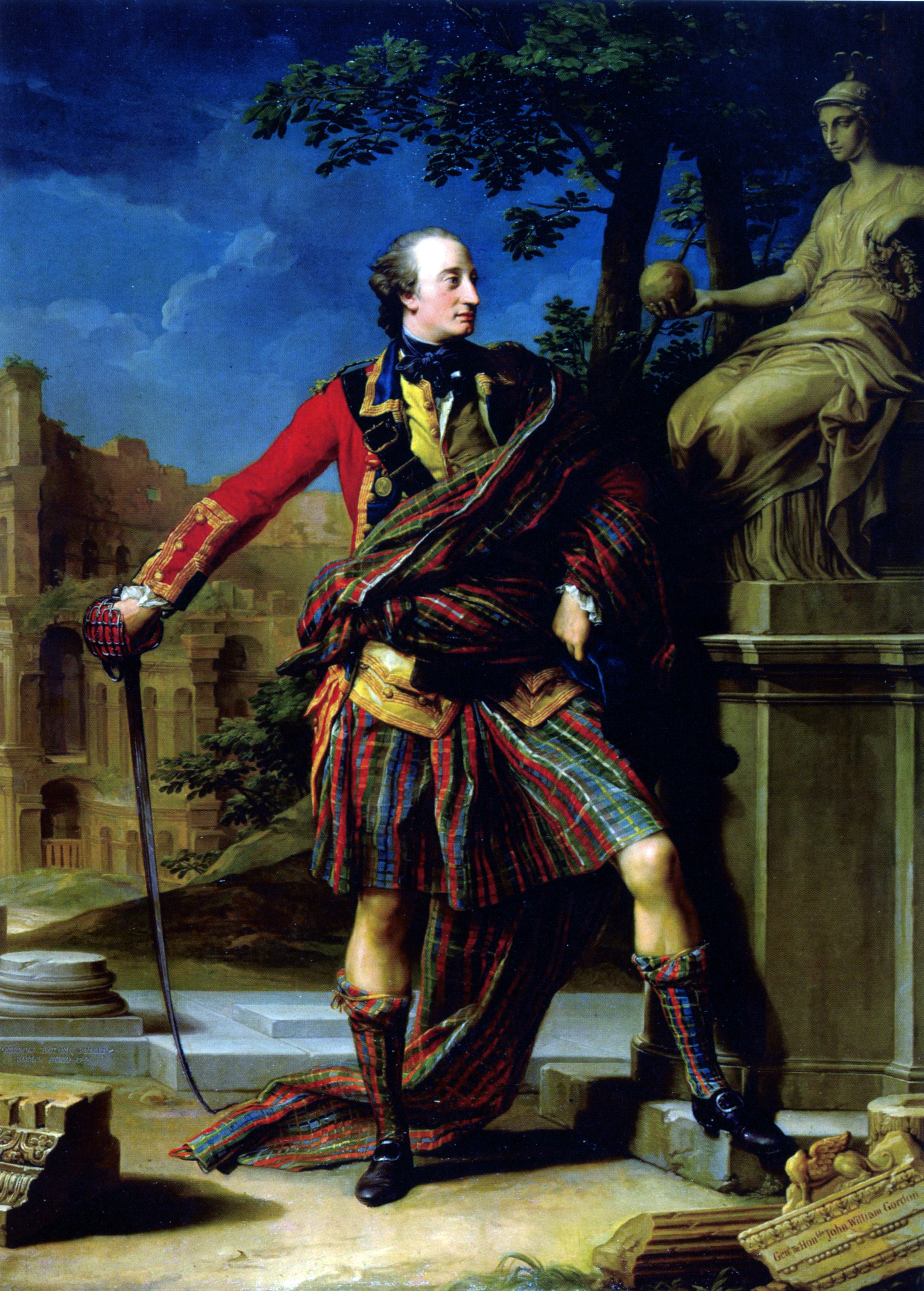
По прибытии в Рим хорошим тоном считалось заказать знаменитому художнику наподобие Батони свой портрет во весь рост, в окружении античных развалин и произведений искусства. Многие итальянские художники жили за счёт заказов богатых англичан, выезжавших на Гран-тур

Одним из предтеч совершавших Гран-тур молодых дворян следует назвать Мишеля де Монтеня, отправившегося в путешествие по Италии в 1580—1581 годах. Всплеск активности в осуществлении таких поездок следует отметить во второй половине XVII века в Англии. Здесь в среде английской аристократии стало модным отправлять младших представителей семейств в длящееся по нескольку лет путешествие на материк. Эти молодые люди в возрасте 17-21 лет были весьма обеспечены денежными средствами и сопровождались наставниками и слугами. В Европе они подолгу жили у родственников и близких друзей своей фамилии, при этом часто последствием таких путешествий становились влюблённости, помолвки и вступление в брак. Этот поток молодых англичан способствовал созданию на европейском континенте известного образа английского джентльмена — широко образованного, с утончёнными манерами, богатого, брезгующего вопросами «грязной» политики. Вскоре эта мода на путешествия из Англии охватила также и континентальную Европу. Впоследствии она распространилась и на представителей нарождающейся крупной буржуазии.
В то же время желание подражать власть имущим и богатым, желание увидеть и узнать жизнь дальних стран владела и многими из небогатых горожан, не владевших необходимыми финансами для удобного путешествия. Такие совершали свои Гран-тур на лошади или в почтовом дилижансе, а зачастую и пешком. Жизненные условия в этих некомфортных поездках были весьма скверными. В то же время путешественники издавали свои дневники и путеводители, в которых подробно излагались проделанные маршруты с указанием всех сложностей и опасностей, встречающихся в пути, давались описания достопримечательностей, местных обычаев, необходимой одежды, снаряжения и медицинских препаратов и так далее.
Следующий подъём в следовании традиции Гран-тур произошёл в середине XVIII века, с расцветом во Франции идей Просвещения, вызвавшим повышение интереса к знаниям вообще и к иноземным культурам и обычаям — в частности. Свою роль сыграло и то, что это было время постоянного расширения человеком географических знаний о нашей планете — путешествия к дальним землям, островам и океанам стали явлениями обыденными, хоть и возбуждавшими любопытство.
Окончание эпохи, когда Гран-тур были массовым явлением, наступило в конце XVIII — начале XIX веков, с Великой французской революцией, когда во Франции погибла значительная часть дворянства, а последующие войны на континенте сделали длительные путешествия невозможными. В середине XIX столетия на смену Гран-турам пришли образовательные поездки, имевшие некоторые схожие, но более ограниченные цели и проводимые гораздо более скромно.

## Гран-тур и паломничество
Каждый путешественник-христианин, помимо знакомства с культурными ценностями и величайшими произведениями искусства, считал своим долгом посещение христианских святынь и реликвий — мощей святых, реликвий Христа и Богородицы, почитаемых икон, мест, связанных с проповеднической деятельностью апостолов Христа и первомучеников. Всё это особенно в великом множестве можно было найти в Риме, хотя также они находились и в других городах Италии и Европы.
На протяжении многих веков в Рим стремились попасть все путешественники и паломники христианского мира, в силу того, что в нём было сосредоточено огромное количество христианских церквей, святынь, реликвий, мощей, древних чудотворных икон. Особенно заветной целью для путешествующих он становился в Юбилейные годы, когда можно было получить отпущение грехов, посетив Вечный город и совершив паломничество по семи его главным базиликам. Благодаря этой традиции многие состоятельные европейцы ехали в Рим сами и отправляли туда своих подросших детей. Посещая Рим с этой целью, богачи заодно старались побывать и в других известных городах Италии, славившихся своим искусством и архитектурой — во Флоренции, Венеции, Неаполе, Болонье, Равенне и других. Путешествия были затратны, и позволить их себе могли только весьма состоятельные господа.

## Некоторые знаменитые путешественники
Среди известных лиц, совершивших гран-тур, можно назвать следующих писателей, художников, музыкантов, учёных (кроме вышеназванных): 
- Джон Мильтон
- Жан-Жак Руссо
- Екатерина Дашкова
- Вольфганг Амадей Моцарт
- Гектор Берлиоз
- Ханс Кристиан Андерсен

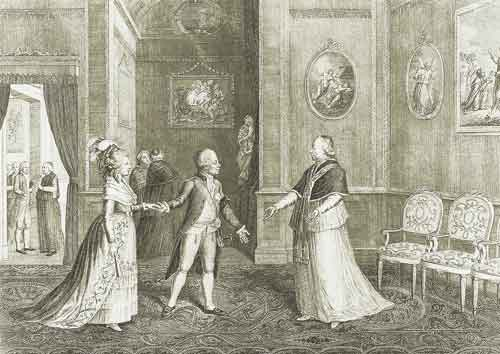
Папа Пий VI дает аудиенцию графу и графине Северным, посетившим Рим в рамках своего гран-тура

- Иоганн Вольфганг Гёте (см. «Итальянское путешествие»)
- Феликс Мендельсон-Бартольди
- Хорас Уолпол
- Томас Грей
- Тобайас Смоллетт
- Лоренс Стерн (см. «Сентиментальное путешествие»)
- лорд Байрон (см. «Паломничество Чайльд-Гарольда»)
- сыновья Григория Демидова (см. путешествие братьев Демидовых по Европе)
- Павел Петрович и Мария Фёдоровна (см. гран-тур Павла I)